# Pseudepipona fastidiosa
Pseudepipona fastidiosa är en stekelart som först beskrevs av Henri Saussure.  Pseudepipona fastidiosa ingår i släktet Pseudepipona och familjen Eumenidae. Inga underarter finns listade i Catalogue of Life.